# سبدنشین سرحنایی

سبدنشین سرحنایی (نام علمی: Cisticola ruficeps) نام یک گونه از سرده سبدنشین است.